# انتخابات الرئاسة السنغافورية 2023
أُجريت الانتخابات الرئاسية في سنغافورة في 1 سبتمبر 2023. كانت هذه هي الانتخابات الرئاسية السنغافورية السادسة، وكذلك الثالثة التي يتنافس فيها أكثر من مرشح واحد. أعلنت الرئيسة الحالية حليمة يعقوب، التي جرى انتخابها بالتزكية في عام 2017 أنها لن تسعى لإعادة انتخابها.
كان المرشحون المتنافسون في الانتخابات هم ثارمان شانموجاراتنام Tharman Shanmugaratnam، نغ كوك سونغ Ng Kok Song، تان كين ليان Ng Kok Song، جميعًا مستقلين أو استقالوا من أي أحزاب سياسية كانوا أعضاء فيها سابقًا. وقد صدرت شهادة الأهلية (COE) لهم جميعًا بالإضافة إلى شهادة المجتمع ليتمكنوا من المنافسة في الانتخابات وفقًا لمتطلبات الأهلية للترشح.
فاز "ثارمان" في الانتخابات بأغلبية ساحقة بنسبة 70.40% من الأصوات، بهامش قياسي لم تشهده الانتخابات الرئاسية السابقة. كما أصبح أول مرشح غير صيني يجري انتخابه مباشرة للرئاسة. وكانت أصوات المرشحين الآخرين أكثر انقساما، حيث حصل "نغ" والمرشح الرئاسي مرتين "تان" على 15.72% و13.88% من الأصوات على التوالي، وقد نجح الأخير في تحسين أدائه بعد مصادرة وديعته في ولايته الأولى في عام 2011. ومن المقرر أن يجري تنصيب ثارمان في 14 سبتمبر رئيسًا تاسعًا لسنغافورة.

## خلفية
رئيس سنغافورة هو رئيس دولة جمهورية سنغافورة. وكانت الرئيسة الحالية هي حليمة يعقوب، التي تولت منصبها في 14 سبتمبر 2017. وهي أيضًا أول رئيسة في تاريخ البلاد. يحصل رئيس سنغافورة على أعلى أجر سنوي لـ رئيس تنفيذي في العالم بقيمة 1.54 مليون دولار سنغافوري أو 1.1 مليون دولار أمريكي ويخضع لمراجعات الكتاب الأبيض الدورية.

### الأهلية للترشح
يجب على المرشحين تلبية متطلبات القطاع العام أو القطاع الخاص. متطلبات القطاع العام لها مسار تلقائي حيث يجب أن يشغل المرشح إما منصبًا عامًا معينًا أو منصبًا تنفيذيًا رئيسيًا لمجلس قانوني رئيسي أو شركة حكومية. أما متطلبات القطاع الخاص فلها أيضًا مسار تلقائي حيث يجب أن يشغل المرشح منصب الرئيس التنفيذي لشركة يبلغ أسهم رأس المال فيها 500 مليون دولار سنغافوري وتحقق صافي ربحية. وبغض النظر عن المسارات التلقائية المذكورة أعلاه، يمكن للمرشحين أيضًا أن يكونوا مؤهلين على المسار التداولي حيث تقوم لجنة الانتخابات الرئاسية بتقييم قدراتهم وخبراتهم لتكون معادلة لمتطلبات المسار التلقائي في القطاع العام أو الخاص.
ويشترط الدستور أن يكون المُرشح للرئاسة غير حزبي. ومع ذلك، كان للعديد من الرؤساء السابقين، وكذلك المرشحين السابقين، علاقات مع حزب العمل الشعبي الحاكم منذ فترة طويلة قبل فترة ولايتهم أو ترشيحهم. في هذه الانتخابات، شغل ثارمان منصب نائب البرلمان عن حزب العمل الشعبي، حيث شغل منصب وزير في الفترة من 2015 إلى 2023، وكان يُنظر إليه ذات مرة على أنه مرشح محتمل لمنصب رئيس الوزراء. كما وصفت وكالة رويترز للأنباء ثارمان بأنه مرشح يُنظر إليه على أنه الأقرب إلى المؤسسة الحاكمة في البلاد.
ومن ناحية أخرى، كان "نغ" يتمتع بخبرة عمل سابقة في صندوق الثروة السيادية في سنغافورة، فضلاً عن السلطة النقدية في البلاد، وكان لـ "تان" علاقات سابقة مع أحد فروع مؤتمر نقابات العمال الوطني الذي يُعرف الآن باسم تأمين الدخل. حصل تان أيضًا على دعم عدد من شخصيات المعارضة لترشيحه، بما في ذلك "تان جي ساي" من الحزب الديمقراطي الاشتراكي و"ليم تيان" من حزب صوت الشعب، وتأييد في منتصف السباق من المرشح الرئاسي السابق ورئيس حزب التقدم الاشتراكي الحالي تان تشينج بوك (وإن كان ذلك بصفته الشخصية)، بالإضافة إلى المناصرة من الحزب الديمقراطي الاشتراكي تشي سون جوان وزعيم حزب الشعب الباكستاني جوه مينج سينج.
بعد تعديلات الدستور، كانت الانتخابات الرئاسية لعام 2017 هي الأولى التي يجري تخصيصها لمجتمع عرقي معين.  فاقتصرت في البداية على المرشحين من أقلية الملايو، الذين لم يتقلدوا منصب الرئاسة منذ عام 1970. أما الانتخابات الرئاسية لعام 2023 فهي مفتوحة للمرشحين من أي مجتمع عرقي.

### إجراءات الانتخابات
تنتهي فترة ولاية الرئيسة الحالية حليمة يعقوب في 13 سبتمبر 2023. ومن ثم، فإنه يجب إجراء انتخابات رئاسية خلال ثلاثة أشهر قبل انتهاء مدتها، والتي بدأت في 13 يوليو 2023. يتعين على أي مواطن سنغافوري يرغب في الترشح في الانتخابات أن يتقدم بطلب ويحصل على شهادة الأهلية (COE) بالإضافة إلى شهادة المجتمع.
في 11 أغسطس، أصدر رئيس الوزراء لي هسين لونج أمر الانتخابات. وورد في أمر الانتخاب تفاصيل يوم الترشيح. أقيم يوم الترشيح في 22 أغسطس 2023 في مقر جمعية الشعب الواقع في 9 شارع الملك جورج. والمسؤول عن هذه الانتخابات هو تان مينج دوي، الرئيس التنفيذي لمجلس الإسكان والتنمية (HDB)، الذي يخدم انتخابه الثاني لهذا المنصب بعد الانتخابات العامة لعام 2020.
بحلول يوم الترشيح، كان على جميع المرشحين المحتملين إعداد أوراق ترشيحهم. يجب أن يكون لدى المُرشح شهادة الأهلية وشهادة المجتمع وشهادة التبرع السياسي. كان على المرشح أيضًا دفع وديعة الانتخابات البالغة 40500 دولار، والتي جرى تخفيضها من الانتخابات الأخيرة في عام 2017 حيث كانت 43500 دولار. يفقد المرشح هذه الوديعة إذا لم يتمكن من الحصول على أكثر من 12.5% من إجمالي الأصوات التي تم الإدلاء بها. وفي يوم الترشيح نفسه، أعلن المسؤول عن المرشحين للرئاسة أنه إذا جرى ترشيح مرشح واحد فقط بنجاح، فسيتم إعلان الانتخابات على أنها انتخابات لمرشح اوحد وسيكون المرشح الوحيد هو الرئيس المنتخب؛ وبخلاف ذلك، سيكون يوم الاقتراع في 1 سبتمبر.
جرى بث خطابات المرشحين على القنوات التلفزيونية المحلية، في حين سُمح بعقد اجتماعات انتخابية أصغر، وإن كان ذلك في الداخل أو بغطاء لأسباب أمنية. أقيمت الحملة في الفترة من 22 إلى 30 أغسطس. وأعقب ذلك يوم للصمت الانتخابي، عشية يوم الاقتراع في 31 أغسطس، حيث تُحظر الحملات الانتخابية.

## التصويت
أُقيم الاقتراع في الأول من سبتمبر، حيث بدأ من الساعة 08:00 حتى الساعة 20:00؛ يجري تحديد الفائز في الانتخابات من خلال الفائز بأغلبية الأصوات. قامت لجنة الانتخابات ELD بزيادة عدد مراكز الاقتراع من 1097 إلى 1264، مما أدى إلى خفض عدد الناخبين المخصصين لكل مركز من متوسط 2400 إلى 2150 شخصًا مقارنة بالانتخابات الأخيرة. كما قاموا بتعيين المزيد من موظفي الخدمة المدنية، مما زاد عدد العاملين من 30.000 إلى 36.000. وبعد إغلاق صناديق الاقتراع، تُنقل إلى أحد مراكز العد البالغ عددها 215 مركزًا في جميع أنحاء الجزيرة لبدء عملية العد.
في 24 أغسطس، أصدرت لجنة الانتخابات اعتذارًا إلى 9,822 ناخبًا من تانجونج باجار جي آر سي، الذين كان من المقرر تصويتهم إما في مدرسة سانت مارغريت، أو مركز تانجلين المجتمعي، أو مدرسة فرير بارك الابتدائية أو قاعة دلتا الرياضية، بسبب خطأ في الطباعة.
مع تعديلات مشروع القانون في 8 مارس 2023، جرى إنشاء مراكز اقتراع متنقلة في 31 دار رعاية مختارة لتلبية احتياجات كبار السن لأول مرة على الإطلاق. جرى اتخاذ هذه الخطوة استجابةً للزيادة في عدد كبار السن من الناخبين وتخفيف قيود السفر، خاصة في حالة وباء كوفيد-19 الذي حدث في وقت انتخابات 2020، وفقًا لوزير التعليم والوزير المسؤول عن الشؤون العامة تشان تشون سينغ.
خلال ساعات افتتاح يوم الاقتراع، كانت هناك مشاكل فنية في نظام التسجيل الإلكتروني، مما أدى إلى تراكم قوائم الانتظار في مختلف مراكز الاقتراع. وجرى حل المشاكل التقنية تدريجيا.

### التصويت في الخارج
في عام 2023، طُرح تعديل على قانون الانتخابات الرئاسية وقانون الانتخابات البرلمانية في البرلمان، مما يمكّن السنغافوريين الذين يعيشون في الخارج من التصويت بالبريد في الانتخابات اللاحقة، مما يمنحهم خيارًا إضافيًا. وكانت هذه أول انتخابات يستطيع بموجبها المواطنون السنغافوريون في الخارج ممارسة حقوقهم في التصويت عن طريق البريد. فقد كان قبل عام 2023، لا يجوز لهم التصويت شخصيًا إلا في واحد من عشرة مراكز اقتراع خارجية محددة، تقع في أماكن مختلفة مثل أستراليا (كانبيرا)، الصين (ثلاثة مراكز اقتراع: بكين وهونج كونج وشانغهاي)، واليابان (طوكيو)، الإمارات العربية المتحدة (دبي)، والمملكة المتحدة (لندن)، والولايات المتحدة (ثلاثة مراكز اقتراع: مدينة نيويورك وسان فرانسيسكو وواشنطن العاصمة)).
حُدد لكل مواطن في الخارج مركز اقتراع اعتمادًا على المكان الذي يعيش فيه. كما خُصص مركز اقتراع للمواطنين المغتربين في سنغافورة، حيث يمكنهم التصويت شخصيًا إذا كانوا في سنغافورة في يوم الاقتراع.
أكدت لجنة الانتخابات في 23 أغسطس أنه جرى تسجيل 6,649 ناخبًا كناخبين في الخارج، منهم 3,432 ناخبًا يقومون بالتصويت البريدي والباقي في مراكز الاقتراع الخاصة بهم في الخارج. خلال يوم الاقتراع، نصحت اللجنة الناخبين في هونغ كونغ بمتابعة آخر تحديثات السلامة حول إعصار ساولا القادم الذي سيصل إلى هونغ كونغ قبل التوجه للتصويت في الخارج، وفتحت محطة التصويت الخاصة بها كالمعتاد. وفي مكان آخر، سجلت اليابان، وهي دولة أخرى لديها مركز اقتراع خارجي، أعلى متوسط لدرجة الحرارة خلال ساعات التصويت وسط موجة الحر المستمرة.

## المرشحون
أعلنت إدارة الانتخابات (ELD) عن وجود 6 طلبات للحصول على شهادات الأهلية، وجرى قبول ثلاثة منها (اثنان صينيان وواحد هندي/أقلية أخرى). وأعلنت اللجنة أيضًا أن هناك 16 طلبًا للحصول على شهادة المجتمع، قُبل ستة منها (خمسة صينيين وواحد هندي/أقلية أخرى).

### المتأهلين للترشح
| المرشح               | خلفية | نتيجة التطبيق          |
| -------------------- | --- | ---------------------- |
| ثارمان شانموجاراتنام | شغل ثارمان منصب الوزير الأول، والوزير المنسق للسياسات الاجتماعية، ورئيس سلطة النقد في سنغافورة، ونائب رئيس مؤسسة جي اي سي للاستثمار، ورئيس المجلس الاستشاري الدولي لمجلس التنمية الاقتصادية، وهو عضو في البرلمان عن تامان جورونج جي آر سي. قسم جورونج من 2001 إلى 2023. في 8 يونيو، أعلن ثارمان أنه سيستقيل من جميع مناصبه في الحكومة ومن عضوية حزب العمل الشعبي الحاكم في 7 يوليو للترشح للرئاسة. في 26 يوليو، أطلق ثارمان حملته وأعلن عن فريقه في مؤتمر صحفي في فندق يورك. وفي 7 أغسطس، قدم طلبه للحصول على شهادة الأهلية إلى دائرة الانتخابات. | قُبل طلب شهادة الأهلية. |
| نغ كوك سونغ          | "نغ" هو الشريك المؤسس ورئيس مجلس إدارة شركة Avanda Investment Management والرئيس التنفيذي السابق للاستثمار في GIC. وهو عضو في المجلس الاستشاري لشركة PIMCO، وكان عضوًا في مجلس إدارة كلية Lee Kuan Yew للسياسة العامة وكان الرئيس المؤسس لبورصة سنغافورة النقدية الدولية (SIMEX)، والتي جرى دمجها لاحقًا لتشكيل بورصة سنغافورة النقدية.. وفي 19 يوليو، جمع استمارات طلبه وأعلن ترشحه للرئاسة. في 2 أغسطس، قدم "نغ" طلبه للحصول على شهادة الأهلية إلى إدارة الانتخابات وأعلن أن جورج يو سيكون أحد مراجع شخصيته. في وقت الترشيح، كان "نغ" هو المرشح الوحيد الذي ليس له أي انتماء أو سجل مشاركة في أي حزب سياسي، والمرشح الرئاسي الثالث بشكل عام الذي يفعل ذلك بعد تشوا كيم يو وإس آر ناثان. | قُبل طلب شهادة الأهلية. |
| تان كين ليان         | "تان" هو الرئيس التنفيذي السابق لشركة NTUC Income (1997-2007) وسكرتير فرع سابق في Marine Parade GRC لحزب العمل الشعبي الحاكم (PAP) لمدة ثلاث سنوات. وفي النهاية ترك حزب العمل الشعبي في عام 2008 بعد ثلاثة عقود من العضوية، بسبب عدم نشاطه وخلافاته مع قيم الحزب. تنافس تان في الانتخابات الرئاسية عام 2011 لكنه احتل المركز الأخير بفارق كبير في مسابقة رباعية وبالتالي فَقَدَ وديعته الانتخابية. في 31 يوليو، أعلن تان أنه قدم طلبه للحصول على شهادة الأهلية إلى إدارة الانتخابات في 11 يوليو. وأضاف أنه سينتظر حتى تعلن لجنة الانتخابات الرئاسية القائمة النهائية للمرشحين المعتمدين قبل أن تقرر تقديم ورقة الترشيح أم لا. في 11 أغسطس، أطلق تان حملته مع تان جي ساي وليم تيان ضمن فريقه. في 17 أغسطس، أعلن تان أنه لن يقدم استمارات ترشيحه إذا كان جميع المرشحين الأربعة المحتملين مؤهلين للترشح للانتخابات، وكانت هذه خطته طوال الوقت. | قُبل طلب شهادة الأهلية. |

### غير المؤهلين
| المرشح             | خلفية | نتيجة التطبيق          |
| ------------------ | --- | ---------------------- |
| جورج جوه تشينغ واه | في 12 يونيو، أكد جوه، المؤسس المشارك لهارفي نورمان أوسيا، أنه سيرشح نفسه للرئاسة. وكان سابقًا سفيرًا غير مقيم في المغرب، وهو أيضًا أحد مؤسسي بعثة الحدود الخيرية. ووفقا لجوه، فإن جميع الشركات التي يمتلكها أو يديرها تبلغ قيمتها السوقية الجماعية 3.15 مليار دولار سنغافوري. في 4 أغسطس، قدم جوه طلبه للحصول على شهادة الأهلية إلى إدارة الانتخابات. لكنه لم يحصل على الشهادة. وقال جوه في وقت لاحق إنه لم يقبل سبب حرمانه من الشهادة من قبل اللجنة، قائلا إنهم ينظرون إلى قدراته نظرة ضيقة. ردًا على ذلك، قالت اللجنة إنه تم النظر في الشركات الخمس على أساس جدارتها الخاصة ولا يمكن تجميعها، وبالتالي لا تلبي متطلبات حقوق المساهمين البالغة 500 مليون دولار سنغافوري، كما أنها نشرت الرسالة للعامة. | رُفض طلب شهادة الأهلية. |

### مَن أعلنوا نيتهم للترشح
- لي هسين يانغ - قضى "لي" معظم حياته المهنية في القطاع الخاص، بما في ذلك كونه الرئيس التنفيذي لشركة Singtel ورئيس هيئة الطيران المدني في سنغافورة (CAAS). وهو عضو بارز في عائلة لي، وهو الابن الأصغر لرئيس الوزراء المؤسس لي كوان يو وشقيق رئيس الوزراء الحالي لي هسين لونج. وقد انفصل لي عن شقيقه بسبب نزاع 38 Oxley Road وكان قد أيد سابقًا حزب التقدم السنغافوري في الانتخابات العامة السنغافورية 2020. وقال "لي" خلال مقابلة هاتفية مع بلومبرج في مارس 2023: "هناك وجهة نظر مفادها أنه اعتمادًا على من سيطرحون (في إشارة إلى حزب العمل الشعبي)، إذا ترشحت فسوف يواجهون مشكلة خطيرة وقد يخسرون. لقد جاءني الكثير من الناس، إنهم يريدون حقًا أن أترشح، إنه شيء سأضعه في الاعتبار". اعتبارًا من مارس 2023، كان كل من "لي" وزوجته، لي سوت فيرن، موجودين في المنفى الاختياري في المملكة المتحدة بعد خضوعهما للتحقيق بتهمة الكذب أثناء الإجراءات القضائية. ولم يجمع "لي" استمارات طلبه من إدارة الانتخابات.[62][63]
- سينغ سون كيا – سينغ هو مدرس سابق للنجارة يبلغ من العمر 72 عامًا، وقد جمع استمارات طلبه في مكتب إدارة الانتخابات في 13 يونيو 2023. وفي مقابلة أجرتها معه وسائل الإعلام بعد جمع استمارات الترشح، ادعى أنه استوفى الشروط اللازمة للترشح لمنصب الرئيس.[64]
- تيو إن مينغ – تيو هو مستشار في مجال تكنولوجيا المعلومات يبلغ من العمر 45 عامًا، وقد قام بجمع استمارات التقديم الخاصة به في مكتب إدارة الانتخابات في 27 يونيو 2023؛ أعلن عن ترشحه للرئاسة على تيك توك.[65] وأعرب عن إعجابه بـ سون يات سين وأونغ تنغ تشيونغ، الرئيس الخامس لسنغافورة، وذكر أنه يرغب في أن يكون "رئيسًا للجميع" مثلهم.[66]

### مَن رفض الترشح
- حليمة يعقوب - الرئيس الحالي والثامن لسنغافورة، حيث أعلنت في 29 مايو 2023، أنها لن تسعى لإعادة انتخابها بعد "دراسة متأنية".[67]
- جورج يو - وزير الخارجية من 2004 إلى 2011 وعضو البرلمان من 1988 إلى 2004، استبعد الترشح للرئاسة بعد هزيمته في الانتخابات العامة 2011.[68][69] وفي عام 2022، أكد أنه لن يترشح للانتخابات الرئاسية عام 2023.[70]

## الموافقات
وحصل المرشحون على التصديقات التالية حسب الترتيب الأبجدي:

### ثارمان شانموجاراتنام
- كيشور محبوباني، دبلوماسي، الممثل الدائم السابق لسنغافورة لدى الأمم المتحدة ورئيس مجلس الأمن التابع للأمم المتحدة[71]
- لي هسين لونج، رئيس وزراء سنغافورة والأمين العام لحزب العمل الشعبي (PAP) [ب]
- تومي كوه، دبلوماسي، سفير سنغافورة والممثل الدائم السابق لدى الأمم المتحدة[73]

### نغ كوك سونغ
- جورج يو، وزير سابق في حكومة سنغافورة ورئيس أركان القوات الجوية لجمهورية سنغافورة (RSAF)[74]

### تان كين ليان
- تشي سون جوان، المرشح السياسي الدائم والأمين العام للحزب الديمقراطي السنغافوري (SDP) [ج]
- إيريس كوه، ناشطة مناهضة للتطعيم[76]
- ليم تيان، المؤسس والأمين العام لمنظمة صوت الشعب (PV)[77]
- تان تشينغ بوك، المرشح الرئاسي السابق عام 2011 ومؤسس حزب التقدم السنغافوري (PSP)[78]
- تان جي ساي، المرشح الرئاسي السابق في عام 2011 والأمين العام السابق لحزب السنغافوريين البائد الآن (SingFirst)[78]

## الجدول الزمني
جميع التواريخ الواردة في هذا الجدول الزمني هي بتوقيت سنغافورة القياسي (SST)، وهو UTC+08:00.
| التاريخ            | الحدث | الحدث         |
| مايو 2023          | مايو 2023 | مايو 2023     |
| ------------------ | --- | ------------- |
| 29 مايو            | أعلنت الرئيسة الحالية حليمة يعقوب، أنها لن تترشح لإعادة انتخابها في الانتخابات الرئاسية عام 2023.                                                                         | [ 79 ]        |
| يونيو 2023         | |               |
| 8 يونيو            | قدَّم الوزير ثارمان شانموغاراتنام نفسه كمرشح للانتخابات، وأعلن أنه سيتنحى عن جميع المناصب السياسية في 7 يوليو.                                                              | [ 80 ]        |
| 12 يونيو           | أعلن رئيس هارفي نورمان أوسيا جورج جوه نيته الترشح للرئاسة. | [ 81 ]        |
| 13 يونيو           | توفير طلبات الحصول على شهادات الأهلية (COE) وشهادة المجتمع. اثنان من المرشحين المحتملين، جورج جوه وسينغ سون كيا، يجمعان استمارات التقديم الخاصة بهما في إدارة الانتخابات. | [ 82 ] [ 83 ] |
| 27 يونيو           | يقوم Teo En Ming بجمع نماذج الطلبات الخاصة به في إدارة الانتخابات. | [ 84 ]        |
| يوليو 2023         | |               |
| 19 يوليو           | جمع نج كوك سونج نماذج طلباته في إدارة الانتخابات. | [ 85 ]        |
| 26 يوليو           | أطلق ثارمان شانموجاراتنام حملته الرئاسية تحت عنوان "احترام الجميع". | [ 86 ]        |
| 30 يوليو           | كشف تان كين ليان أنه قدم استماراته للحصول على شهادة الأهلية. | [ 87 ]        |
| أغسطس 2023         | |               |
| 3 أغسطس            | قدم Ng Kok Song نماذج طلب للحصول على شهادة الأهلية. | [ 88 ]        |
| 4 أغسطس            | قدم جورج جوه نماذج طلب للحصول على شهادة الأهلية. كما أطلق حملته الرئاسية بعد ظهر ذلك اليوم.                                                                               | [ 89 ]        |
| 7 أغسطس            | قدم ثارمان نماذج طلب للحصول على شهادة الأهلية. | [ 90 ]        |
| 11 أغسطس           | أعلن تان كين ليان عن ترشحه الرسمي للرئاسة، وهي محاولته الثانية منذ انتخابات 2011.                                                                                         | [ 91 ]        |
| 11 أغسطس           | إصدار أمر الانتخابات، وتحديد يوم الترشيح ويوم الاقتراع في 22 أغسطس و1 سبتمبر على التوالي.                                                                                 | [ 25 ] [ 92 ] |
| 17 أغسطس           | الموعد النهائي لتقديم الطلبات للحصول على شهادة الأهلية وشهادة المجتمع. | [ 92 ]        |
| 18 أغسطس           | إصدار شهادات الأهلية لـ "ثارمان" و"نج" و"تان". وأعلنت اللجنة أيضًا رفض 10 من أصل 16 إعلانًا مجتمعيًا وثلاثة طلبات للحصول على شهادة الأهلية، أبرزها جورج جوه.                 | [ 93 ]        |
| 22 أغسطس           | يوم الترشيح (انظر أدناه ) ترشيح جميع المرشحين الثلاثة المؤهلين (نغ كوك سونج، وثارمان شانموجاراتنام، وتان كين ليان) وإصدار إشعار بالانتخابات.                              | [ 94 ] [ 95 ] |
| من 22 إلى 30 أغسطس | فترة الحملة (انظر أدناه ) |               |
| 31 أغسطس           | يوم الصمت | [ 96 ]        |
| سبتمبر 2023        | |               |
| 1 سبتمبر           | يوم الاقتراع (انظر أدناه ) |               |
| 2 سبتمبر           | في الساعة 12:23، أعلن تان منغ دوي النتيجة النهائية للانتخابات. (انظر أدناه )                                                                                              | [ 97 ]        |

### أحداث تالية
| تاريخ     | حدث                       |
| --------- | ------------------------- |
| 13 سبتمبر | انتهاء ولاية حليمة يعقوب. |
| 14 سبتمبر | يوم التنصيب               |

## اختيار المرشحين
في 18 أغسطس، أعلنت إدارة الانتخابات (ELD) نتائج طلب الحصول على شهادة الأهلية (COE) والشهادات المجتمعية، بعد يوم واحد من إغلاق طلبات الحصول على كلتا الشهادتين، في 17 أغسطس. وأُعلن أن ثلاثة مرشحين قد حصلوا على الشهادتين وهم:
- نغ كوك سونج : نظرًا للخبرة السابقة والقدرة التي يمكن مقارنتها بشخص شغل منصب الرئيس التنفيذي - وهو دور يعادل شركة حكومية لمدة ثلاث سنوات على الأقل.[100] وفي حالة نغ، كان يشغل منصب الرئيس التنفيذي للاستثمار في مؤسسة الاستثمار الخليجية بين عامي 2007 و2013[101][102]
- ثارمان شانموجاراتنام : بسبب عمله كوزير في الحكومة لمدة 3 سنوات على الأقل. خدم ثارمان لمدة 20 عامًا كوزير في الحكومة بين عامي 2003 و2023[103]
- تان كين ليان : نظرًا للخبرة السابقة والقدرة التي يمكن مقارنتها بشخص شغل منصب الرئيس التنفيذي، وهو دور يعادل شركة نموذجية تمتلك ما لا يقل عن 500 مليون دولار من حقوق المساهمين. وفي حالة تان، شغل منصب الرئيس التنفيذي لشركة NTUC Income Income Insurance Cooperative بين عامي 1997 و2007 لمدة 10 سنوات تقريبًا وتراكمت حقوق المساهمين بأكثر من 1.4 مليار دولار خلال فترة عمله.[93]

وقد وصفت اللجنة جميع المرشحين الثلاثة بـ "النزاهة والشخصية الجيدة والسمعة الطيبة". وقد استوفى كل من "نغ" و"ثارمان" متطلبات القطاع العام، في حين استوفى "تان" متطلبات القطاع الخاص.

## يوم الترشيح
أقيم يوم الترشيح في 22 أغسطس 2023 في مقر جمعية الشعب الواقع في 9 شارع الملك جورج. وقام المرشحون الثلاثة الذين حصلوا على شهادة الأهلية، نغ كوك سونج، ثارمان شانموجاراتنام، وتان كين ليان، بتقديم ترشيحهم بنجاح في يوم الترشيح.

### رموز وشعارات المرشحين
وعقب الترشيحات، كشف المرشحون الثلاثة عن رموزهم وشعاراتهم، كما يلي:
| مُرَشَّح                 | وصف الرمز                               | شعار                         |
| -------------------- | --------------------------------------- | ---------------------------- |
| نغ كوك سونغ          | يد على شكل قلب في كفها                  | متحدون من أجل مستقبلنا       |
| ثارمان شانموجاراتنام | أناناس                                  | احترام الجميع                |
| تان كين ليان         | أربعة أشخاص يعيشون في وئام ويحملون زهرة | أعيدوا الثقة، وامنحونا الأمل |

في مقابلة أجراها ثارمان خلال حملته الانتخابية، اعتبر أيضًا الدوريان Durian رمزًا بديلاً له، لكنه اختار في النهاية الأناناس لأنه يمثل الرخاء، والذي يشير أيضًا إلى أدواره الوزارية السابقة.

### فريق المساعدين
|           | نغ كوك سونج         | نغ كوك سونج | تان كين ليان                     | تان كين ليان                                                                            | ثارمان شانموجاراتنام | ثارمان شانموجاراتنام |
| --------- | ------------------- | --- | -------------------------------- | --------------------------------------------------------------------------------------- | -------------------- | --- |
| موافق     | اسم                 | مهنة | اسم                              | مهنة                                                                                    | اسم                  | مهنة |
| مقترح     | كواه وي السمن       | المؤسس المشارك لشركة Avanda Investment Management والرئيس السابق للأسواق العامة في GIC                                                                 | تان جي ساي                       | السكرتير الخاص الرئيسي السابق، مؤسس حزب S'poreans First السابق والمرشح المرشح لـ PE2011 | توماس تشوا كي سينغ   | رئيس S'pore Fed of Chinese Clan Assoc، والرئيس الفخري لغرفة التجارة والصناعة S'pore، ورئيس مجلس إدارة Techwah وNMP السابق |
| ثاندر     | كارول تان           | طبيب أمراض الشيخوخة في مركز الحياة الطيبة الطبي | ليم تين                          | مؤسس حزب صوت الشعب                                                                      | محمد العلمي موسى     | رئيس قسم الدراسات في العلاقات بين الأديان بجامعة NTU، سفير بالجزائر والرئيس السابق للجامعة MUIS                           |
| المؤيد 1  | اميرعلي العبدلي     | عدالة السلام، مدير GetIT Communications والرئيس التنفيذي لشركة Team6Safety للتدريب والاستشارات                                                         | ليونج سزي هيان                   | الرئيس الفخري لمركز سنغافورة الاحترافي والمدير الإداري بالإنابة لـ The Online Citizen   | ماري ليو             | رئيس NTUC وNMP السابق |
| المنتسب 2 | هو تيان يي          | رئيس مجلس إدارة فوليرتون لإدارة الصناديق، مستشفى ماونت ألفيرنيا، إف إف إم سي القابضة، نائب رئيس مجلس إدارة بافيليون كابيتال ومدير شركة سيفيورا القابضة | يو جيم بينج                      | صاحب العمل والمدير                                                                      | ليم سيونج جوان       | رئيس مجموعة GIC والرئيس السابق لـ IRAS وACRA وEDB وCPF                                                                    |
| المنتسب 3 | تشوا شير تشون       | الرئيس السابق للجنة إدارة مدرسة مونتفورت ومصرفي سابق                                                                                                   | مانميت سينغ s/o بهادار سينغ      | راكب توصيل طعام                                                                         | هو كوون بينغ         | المؤسس/الرئيس التنفيذي لشركة بانيان تري القابضة، والمدير التنفيذي لمنتجعات وفنادق لاجونا وتاي واه                         |
| المنتسب 4 | محمد صالح ماريكان   | الرئيس التنفيذي لشركة Second Chance والطموح PE2017 | Vigneswari d / o V Ramachan-dran | معلم حضانة                                                                              | كاميسينا سادار       | المدير العام لشركة Tasek Jurong والمدير التنفيذي السابق لشركة Pertapis                                                    |
| المنتسب 5 | مارغريت تشان        | فاعل خير ومحافظ فخري لمؤسسة Lien | فنسنت تان هون تشيونغ             | مسؤول تنفيذي للمبيعات وتطوير الأعمال                                                    | فيرا سيكاران         | أستاذ (ممارسة) قسم العلوم البيولوجية جامعة سنغافورة الوطنية                                                               |
| المنتسب 6 | عبد الحميد عبد الله | عضو مؤسس لجمعية المهنيين المسلمين، دار روضة النساء ومديرة المراجعة السابقة لمكتب المراجع العام                                                         | تشيو شين كونغ                    | العاملون لحسابهم الخاص                                                                  | حسن أحمد             | إنساني، مستشار خاص لمنظمة Humanity Matters والرئيس التنفيذي السابق لمنظمة Mercy Relief                                    |
| المنتسب 7 | تجيو هانز           | سي جي كوه أستاذ متميز في كلية الحقوق بجامعة سنغافورة الوطنية، والمدير السابق لمركز القانون المصرفي والمالي ومركز دراسات القانون التجاري                | تشن جون هاو                      | طالب جامعي في القانون، وصاحب عمل، ومستقل                                                | كيم وي كي            | مالك شركة Qi Pottery، المؤسس المشارك لـ Beacon of Life ونزيل سابق في السجن                                                |
| المؤيد 8  | أنجيلين تشان        | رئيس مجلس إدارة شركة DP للمهندسين المعماريين | خوان جيا هوي                     | زميل عيادة المريض                                                                       | رويستون تان          | مخرج أفلام مستقل |

## الاقتراع

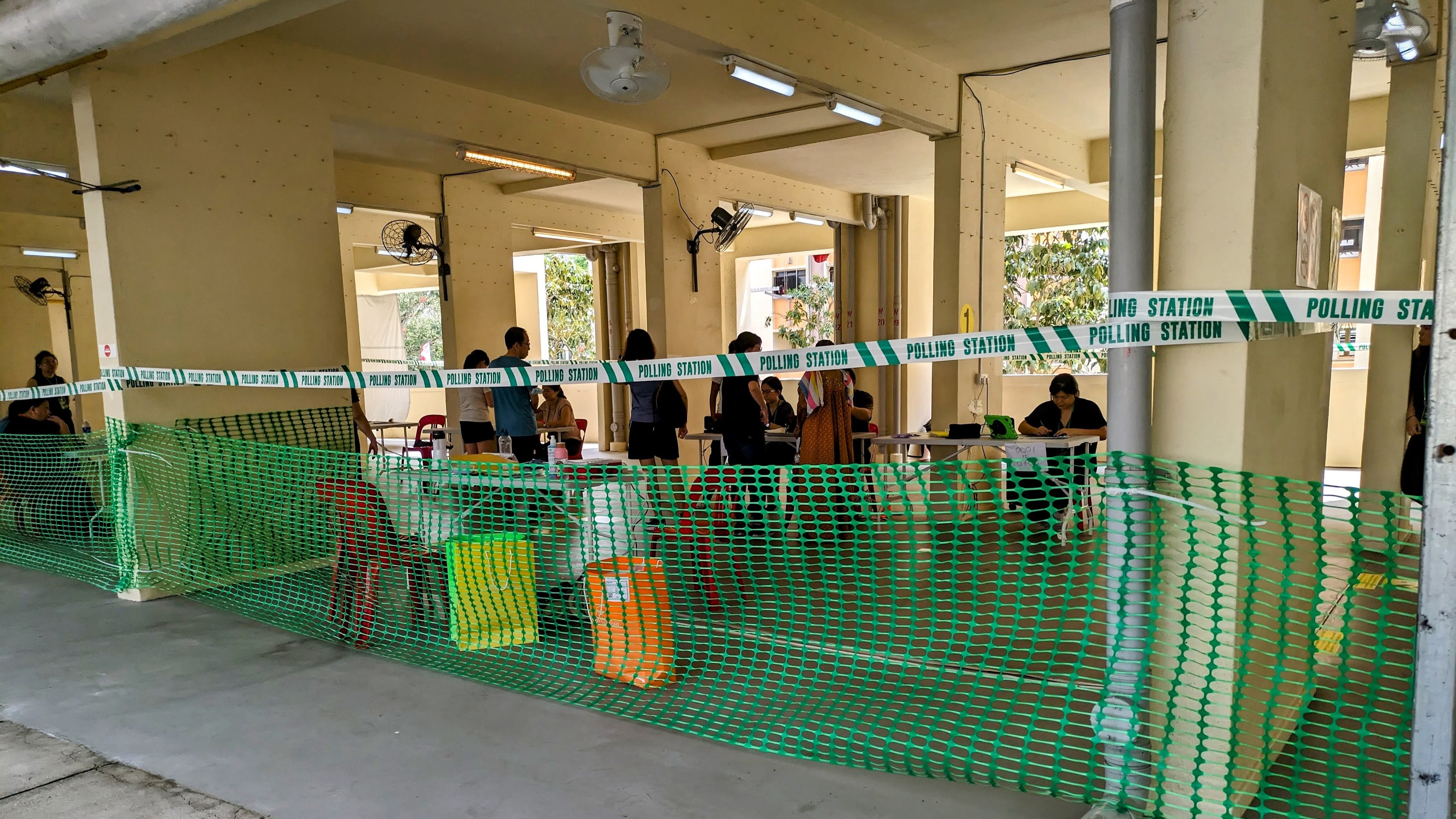
ناخبون يصطفون للإدلاء بأصواتهم في أحد مراكز الاقتراع لاختيار الرئيس المقبل

كان يوم الاقتراع في 1 سبتمبر 2023، وفتحت مراكز الاقتراع من الساعة 08:00 إلى الساعة 20:00 بتوقيت سنغافورة (UTC+08:00). وكما هو الحال مع الانتخابات منذ عام 2015، أصدرت دائرة الانتخابات عملية فرز العينات قبل إعلان النتائج الفعلية لمنع أي تكهنات غير ضرورية أو الاعتماد على مصادر معلومات غير رسمية أثناء عملية الفرز. جرى أيضًا استخدام آلة العد الاحتياطية في حالة إعادة فرز الأصوات في الانتخابات، والتي يجري تشغيلها تلقائيًا عندما يحصل المرشحان الأوائل على هامش فوز يبلغ 2٪.
أثناء الاقتراع، وفقًا لصحف Lianhe Zaobao، ظهرت صورة منتشرة على الإنترنت حيث رفض أحد مراكز الاقتراع دخول ناخبة، كانت ترتدي قميصًا عليه طبعات الأناناس، وهو ما يصل إلى حد الدعاية السياسية وحشد الأصوات، المحظور بموجب القانون خلال يوم الاقتراع (ويوم الصمت).
وبحلول الساعة 12:00 ظهراً، أي بعد أربع ساعات من فتح مراكز الاقتراع، أدلى 1,406,182 سنغافورياً، أي ما يمثل نحو 52% من الناخبين، بأصواتهم. ثم ارتفع العدد لاحقاً إلى 2,004,961 (74%) اعتباراً من الساعة 15:00 و2,302,996 (85%) اعتباراً من الساعة 17:00. وبلغت نسبة المشاركة النهائية 2,530,912 (93.41٪)، وهي أقل من نسبة المشاركة في عامي 2011 و2020 والتي بلغت 94.80٪ و95.81٪ على التوالي.

## النتائج
أُعلن عن تعداد العينات في حوالي الساعة 22:42. وأظهر الفرز أن ثارمان شانموجاراتنام يتقدم بنسبة 70% من الأصوات، يليه نغ كوك سونج بنسبة 16%، وتان كين ليان بنسبة 14%. وفي حوالي الساعة 23:15، اعترف نغ خلال مؤتمر صحفي بالهزيمة وهنأ ثارمان مقدما، مؤكدا أن هناك نتيجة واضحة ولا داعي لانتظار النتائج النهائية. وفي حوالي الساعة 23:30، هنأ تان ثارمان، لكنه رفض التنازل حتى إعلان النتائج الفعلية.
جرى إعلان النتائج رسميًا في الساعة 00:23 يوم 2 سبتمبر، وكانت النتائج على النحو التالي (باستثناء الأصوات الخارجية):
| المرشح                          | الأصوات   | %      |
| ------------------------------- | --------- | ------ |
| ثارمان شانموجاراتنام            | 1٬746٬427 | 70.40  |
| نغ كوك سونغ                     | 390٬041   | 15.72  |
| تان كين ليان                    | 344٬292   | 13.88  |
| المجموع                         | 2٬480٬760 | 100.00 |
|                                 |           |        |
| الأصوات الصحيحة                 | 2٬480٬760 | 98.02  |
| الأصوات الباطلة والفارغة        | 50٬152    | 1.98   |
| مجموع الأصوات                   | 2٬530٬912 | 100.00 |
| الناخبين المسجلين ومعدل الإقبال | 2٬709٬455 | 93.41  |
| المصدر: (preliminary)           |           |        |

## ردود الفعل
في 2 سبتمبر 2023، بعد وقت قصير من إعلان نتائج الانتخابات، هنأ رئيس الوزراء لي هسين لونج ثارمان شانموغاراتنام على انتخابه، مشيرًا إلى ثقته في قدرته على القيام بواجباته الجديدة كرئيس "بامتياز"، وعزمه على القيام بذلك العمل بشكل وثيق مع الحكومة. كما شكر "لي" المرشحين على مشاركتهما، ومسؤولي الانتخابات على عملهم الجاد، والناخبين في الخارج على قيامهم بواجبهم المدني؛ وذكر أن الانتخابات انتهت الآن، وحث سنغافورة على البقاء متحدة و"مواجهة التحديات المقبلة وبناء أمة أقوى وأكثر اتحادا". كما هنأ نائبا رئيس الوزراء لورانس وونغ وهينغ سوي كيت ثارمان، وكذلك زوجة "لي" هو تشينغ وشقيقه الأصغر هسين يانغ.
وفي أماكن أخرى، كان لمعارضيه ردود منفصلة في تهنئة ثارمان. صرح نغ كوك سونج لوسائل الإعلام الخاصة به في ون نورث أنه حقق "الهدف رقم 1" المتمثل في السماح للسنغافوريين بفرصة التصويت، وهو هدفه الرئيسي أثناء ترشحه للرئاسة. وأضاف أيضًا أن "عدم الحزبية سيدخل الآن في مفردات الحكم في سنغافورة". أعلن تان كين ليان في مقر إقامته في يو تشو كانغ أنه "سيأخذ الأمور ببساطة" بناءً على نصيحة عائلته، وسيشكر مؤيديهم وشخصيات المعارضة، الذين كانوا حاضرين أيضًا في المشهد، على دعمهم.
كما وجهت شخصيات معارضة رسائل تهنئة إلى ثارمان. وكتب الأمين العام لحزب العمال بريتام سينغ على فيسبوك أن التغييرات ضرورية، وأن حزبه سيواصل الضغط من أجلها خلال عمله السياسي، مضيفًا أن الرئاسة المنتخبة "معروفة". وكشف أيضًا عن ارتدائه قميصه ذو الياقة الزرقاء خلال يوم الاقتراع احتفالاً بهذه المناسبة. كما هنأ المرشح الرئاسي السابق ومؤسس حزب التقدم السنغافوري (PSP) تان تشينج بوك ثارمان في منشوره على فيسبوك في اليوم التالي، مضيفًا أن حملته كانت "منظمة جيدًا وكريمة" وذكر أن ثارمان "هو خيار الشعب". كما هنأه الأمين العام للحزب الاشتراكي التقدمي ليونج مون واي وقال إنها "شهادة على حقيقة أن الناخبين السنغافوريين لا يصوتون على أسس عنصرية". وذكر أيضًا أن نظام دوائر التمثيل الجماعي "القائم على العرق" "لم يعد ذا صلة". ونشر الأمين العام للحزب الديمقراطي السنغافوري، تشي سون جوان، على حسابه على إنستغرام، تهنئة لثارمان، معربا عن أمله في أن يؤدي واجباته "بإخلاص، روحا ونصا".
كما أعربت العديد من النقابات العمالية الأخرى عن رسائل تهنئة إلى ثارمان: ذكر رئيس غرفة التجارة والصناعة الهندية في سنغافورة وعضو البرلمان المعين السابق نيل باريخ أن المجتمع قد استفاد كثيرًا من مشورته الجيدة، وسوف يدعوه كضيف شرف. بمناسبة احتفالات الغرفة بمئويتها عام 2024.
في الصباح الباكر، كان سوق تامان جورونج ومركز الطعام مزدحمين بالاحتفال بانتخاب ثارمان، حيث أخرج أنصاره الأناناس وهتفوا "أونج لاي هوات آه Ong lai huat ah" (وتعني: حسن الحظ). قام ثارمان أيضًا بزيارة العديد من المواقع، مثل مارسيلينج مول (بحضور وزير الدولة الأول وعضو البرلمان عن مارسيلينج زكي محمد)، ثم Our Tampines Hub، وHDB Hub، لشكر الداعمين. وفي مقابلة سابقة قبل إعلان النتائج، شعر ثارمان "بالتواضع" بشأن مدى ثقة السنغافوريين فيه على مدى سنوات عديدة ووصفها بأنها "تصويت للتفاؤل بالمستقبل"، بينما أشاد أيضًا بمنافسيه بأنهم "بذلوا كل جهدهم وبذلوا قصارى جهدهم في حملاتهم" واحترم الناخبين الآخرين الذين لم يصوتوا له، وشكرهم على "متابعة القضايا عن كثب". علاوة على ذلك، ذكر أنه لم يكن يتوقع "درجة عالية من التأييد" لكنه قال إن هناك عددًا لا بأس به من الأشخاص الذين كانوا عادة ضد حزب العمل الشعبي يعرفون أنها انتخابات رئاسية وليست انتخابات سياسية أو عامة. وأضاف أيضًا عن انتقال الأجيال وأعرب عن أمله في أن تؤدي رئاسته إلى إنضاج علاقة الاحترام.
خارج السياسة، في قطاع الأغذية والمشروبات، أبلغت العديد من المخابز وسلاسل الأغذية في جميع أنحاء الجزيرة عن زيادة في مبيعات منتجاتها الغذائية المرتبطة بالأناناس بعد انتخاب ثارمان. وكشفت لعبة اليانصيب 4D أيضًا أن الأرقام الثلاثة، 1388 و1572 و7040، والتي كانت تمثل النسب المئوية للاقتراع، جرى بيعها جميعًا بسرعة في غضون خمس دقائق بعد ظهور النتائج. ومع ذلك، لم يظهر أي من الأرقام في أي من النتائج في نهاية هذا الأسبوع. بعد وقت قصير من إغلاق صناديق الاقتراع، ظهر على تيك توك مقطع فيديو آخر واسع الانتشار لطفل صغير يهتف مرارًا وتكرارًا باسم ثارمان على نغ. وشكر والد الطفل والقائم بالتحميل، فيصل ماريكان، مستخدمي الإنترنت على ردودهم على الفيديو بعد أن أبلغهم أن The Istana وجهت دعوة للطفل الصغير.

### ردود الفعل الدولية
- روسيا البيضاء: هنأ رئيس روسيا البيضاء ألكسندر لوكاشينكو ثارمان، معربا عن ثقته في نجاحه في تحسين رفاهية المواطنين وتحفيز النمو الاقتصادي والعلاقات بين البلدين.[149]
- كندا: هنأت المفوضية العليا الكندية ثارمان على فوزه، وشكرت الرئيسة المنتهية ولايتها حليمة يعقوب على مساهماتها في العلاقة بين كندا وسنغافورة.[150]
- الاتحاد الأوروبي: هنأ سفير الاتحاد الأوروبي في سنغافورة إيونا بي أوشركو ثارمان وقال إن العلاقات بين سنغافورة والاتحاد الأوروبي لديها شراكة عميقة تساهم بفعالية في مواجهة التحديات العالمية والإقليمية.[151]
- الهند:
  - هنأ رئيس وزراء الهند ناريندرا مودي ثارمان ونشر على تويتر أنه يتطلع إلى العمل بشكل وثيق للشراكة الاستراتيجية بين الهند وسنغافورة.[152]
  - هنأ الممثل والمخرج والسياسي الهندي كمال حسن ثارمان في 6 سبتمبر عبر حسابه على تويتر، مشيرًا إلى أنها كانت "لحظة فخر لـ شعب التاميل حول العالم" وأكد أن "العلاقات ستصل إلى ذروتها تحت قيادتكم".[153]
- إيطاليا: نشر السفير المعين لدى سنغافورة دانتي براندي على صفحة السفارة الإيطالية على أنستجرام، صورة لظهوره في اجتماع مجموعة G20 لاجتماع وزراء المالية ومحافظي البنوك المركزية لعام 2021 تخليدًا لذكرى فوزه.[154]
- ماليزيا:
  - أرسل رئيس وزراء ماليزيا أنور إبراهيم رسائل تهنئة إلى ثارمان، وأعرب عن رغبته في وجود رابطة أساسية من "الروح العائلية" بين الدول المجاورة.[155]
  - كما هنأ مؤسس التحالف الديمقراطي المتحد الماليزي (MUDA) والوزير السابق سيد صادق سيد عبد الرحمن ثارمان، قائلاً إن فوزه وحد السنغافوريين حقًا، وتجاوز العرق والدين والسياسة، وذكّر بأنه كان "رابطًا عائليًا غير قابل للكسر".[156]
- السعودية: هنأ الملك سلمان وولي العهد محمد بن سلمان ثارمان وتمنى له "النجاح" و"مزيد من التقدم والازدهار"."[157]
- تايوان: قدمت الرئيسة تساي إنج وين تهنئتها لثارمان في بيان صحفي، مصحوبًا برسالة تهنئة تعرب فيها عن أملها في تعزيز العلاقات الثنائية. وقالت إن "تايوان تولي أهمية كبيرة لعلاقاتها الثنائية مع سنغافورة"، وتتطلع إلى سعيه للتعاون الثنائي مع تايوان.[158]
- أوكرانيا: هنأت السفيرة لدى سنغافورة كاترينا زيلينكو ثارمان، وقالت "إننا نتطلع إلى مزيد من التعاون الجيد والصداقة بين سنغافورة وأوكرانيا".[159]
- الإمارات العربية المتحدة: هنأ الرئيس محمد بن زايد ونائبه ورئيس الوزراء محمد بن راشد ونائب رئيس الوزراء منصور بن زايد ثارمان.[160]
- الولايات المتحدة: هنأ المتحدث باسم وزير الخارجية ماثيو ميلر ثارمان، وذكر أن الوزارة تتطلع إلى العمل معه في تعزيز العلاقة بين سنغافورة والولايات المتحدة. كما شكر الرئيسة المنتهية ولايتها حليمة يعقوب على مساهماتها.[161]

## ملحوظات
1. ↑  In Singapore, its citizens are organised under the CMIO (Chinese–Malay–Indian–Other) system of categorisation.
2. ↑  Endorsement made in June shortly after Tharman announced his resignations from his ministerial positions and as a member of the PAP to run in the presidential election.[72]
3. ↑  Although Chee had endorsed Tan, he noted some reservations as well as his disagreements with Tan's views particularly on his comments on women and opposition politics.[75]

## روابط خارجية
- تقرير الانتخابات الرئاسية في سنغافورة 2023 من قبل CNA